# Stilobezzia crassipes
Stilobezzia crassipes är en tvåvingeart som beskrevs av Jean-Jacques Kieffer 1918. Stilobezzia crassipes ingår i släktet Stilobezzia och familjen svidknott. Inga underarter finns listade i Catalogue of Life.